# Alles gute kommt von unten - ersguterjunge Sampler 3
Alles gute kommt von unten - ersguterjunge Sampler 3 è il terzo Sampler album dell´etichetta ersguterjunge. Lo pubblicò il rapper tedesco Bushido nel 2007.

## Tracce
1. Intro
2. Über den Wolken - (Bushido, Chakuza & Kay One)
3. Doppelkopf Anaconda - (Bushido & Baba Saad)
4. Wer?  - (Bizzy Montana)
5. Eins zu eins - (Chakuza)
6. Gottes wille - (Baba Saad & D-Bo)
7. Jeder tag ist grau - (Bizzy Montana & Kay One)
8. Der, der ich bin - (Bushido)
9. Stärker & größer - (Chakuza, D-Bo & Eko Fresh)
10. Kannst du es sehen ? - (Nyze)
11. Baba Saad - (Baba Saad)
12. Was auch immer - (Chakuza feat. Summer Cem)
13. Du mädchen - (Bizzy Montana & Bushido)
14. New kid on the block - (Kay One)
15. Nicht mit euch - (Nyze & Chakuza)
16. Alles gute kommt von unten - (Bushido, Chakuza & Kay One)
17. Hör mir zu - (Summer Cem)
18. Nur ein Traum - (D-Bo)
19. Attentat - (Baba Saad feat. Summer Cem)
20. Zeitmaschine - (D-Bo & Kay One)
21. Branx-Genie - (Eko Fresh)
22. Asche zu asche - (Nyze, Kay One & Bushido)